# Meringops minipes
Meringops minipes är en stekelart som beskrevs av Henry Keith Townes, Jr. 1970. Meringops minipes ingår i släktet Meringops och familjen brokparasitsteklar. Inga underarter finns listade i Catalogue of Life.